# Дракенбург
Дракенбург (нім. Drakenburg) — громада в Німеччині, розташована в землі Нижня Саксонія. Входить до складу району Нінбург. Складова частина об'єднання громад Гемзен.
Площа — 11,76 км2. Населення становить 1828 ос. (станом на 31 грудня 2021).